# Oberrheinischer Dichterkreis
Der oberrheinische Dichterkreis war eine informelle literarische Gruppe, die sich um Johann Georg Jacobi scharte. Sie bestand von der Berufung Jacobis nach Freiburg 1784 bis zu seinem Tod 1814.
Jacobi war von Kaiser Joseph II. 1784 an die Universität Freiburg im Breisgau berufen worden. Es gelang ihm bald, einen Kreis von Dichtern zu gewinnen, der die von ihm herausgegebene Zeitschrift „Iris“ als Forum nutzte. Dem Kreis gehörten Maria Therese von Artner, Karl W. L. F. Drais von Sauerbronn, Johann Peter Hebel, Joseph Albrecht von Ittner, Gottlieb Konrad Pfeffel, Johann Georg Schlosser, der Schwager Johann Wolfgang von Goethes, Ernst Münch und Ignaz Heinrich Karl Freiherr von Wessenberg an.